# Albidovulum
Albidovulum es un género de bacterias de la familia de las Rhodobacteraceae.
Su etimología procede del latín: adj. albidus, claro, blanco; n. ovum, huevo.

### Revistas científicas
- Albuquerque L, Santos J, Travassos P, Nobre MF, Rainey FA, Wait R, Empadinhas N, Silva MT, da Costa MS (2002). «Albidovulum inexpectatum gen. nov., sp. nov., a nonphotosynthetic and slightly thermophilic bacterium from a marine hot spring that is very closely related to members of the photosynthetic genus Rhodovulum». Appl. Environ. Microbiol. 68: 4266–4273 [Erratum: Appl. Environ. Microbiol. (2002) 68:5788]. PMID 12200275. doi:10.1128/AEM.68.9.4266-4273.2002.

### Libros científicos
- Garrity GM, Holt JG (2001). «Taxonomic Outline of the Archaea and Bacteria».  En DR Boone and RW Castenholz, eds., ed. Bergey's Manual of Systematic Bacteriology Volume 1: The Archaea and the deeply branching and phototrophic Bacteria (2nd edición). Nueva York: Springer Verlag. pp. p. 155–166. ISBN 978-0387987712.

- Datos: Q2888666
- Especies: Albidovulum